# Seznam kulturních památek v Borotíně (okres Tábor)
Tento seznam nemovitých kulturních památek v městysi Borotín v okrese Tábor vychází z  Ústředního seznamu kulturních památek ČR, který na základě zákona č. 20/1987 Sb., o státní památkové péči, vede Národní památkový ústav jako ústřední organizace státní památkové péče. Údaje jsou průběžně upřesňovány, přesto mohou obsahovat i řadu věcných a formálních chyb a nepřesností či být neaktuální. 
Pokud byly některé části dotčeného území vyčleněny do samostatných seznamů, měly by být odkazy na tyto dílčí seznamy uvedeny v úvodu tohoto seznamu nebo v úvodu příslušné sekce seznamu.

## Borotín
|  | Kategorie „Dvůr Starý zámek (Borotín) “ na Wikimedia Commons | Hledat fotografie a kategorie ve Wikimedia Commons podle rejstříkového čísla památky | Nahrát snímek k tomuto tématu do úložiště Wikimedia Commons |  |

|  | Kategorie „Chapel in Borotín (Tábor District) “ na Wikimedia Commons | Hledat fotografie a kategorie ve Wikimedia Commons podle rejstříkového čísla památky | Nahrát snímek k tomuto tématu do úložiště Wikimedia Commons |  |

|  | Kategorie „Church of the Ascension of Christ (Borotín) “ na Wikimedia Commons | Hledat fotografie a kategorie ve Wikimedia Commons podle rejstříkového čísla památky | Nahrát snímek k tomuto tématu do úložiště Wikimedia Commons |  |

|  | Kategorie „Statue of John of Nepomuk in Borotín (Tábor District) “ na Wikimedia Commons | Hledat fotografie a kategorie ve Wikimedia Commons podle rejstříkového čísla památky | Nahrát snímek k tomuto tématu do úložiště Wikimedia Commons |  |

|  | Kategorie „Starý Zámek (Borotín) “ na Wikimedia Commons | Hledat fotografie a kategorie ve Wikimedia Commons podle rejstříkového čísla památky | Nahrát snímek k tomuto tématu do úložiště Wikimedia Commons |  |

## Kamenná Lhota
| Památka                         | Fotografie        | Rejstříkové číslo v ÚSKP                                                             | Sídelní útvar                                               | Poloha                                                 | Popis a poznámky                                     |
| ------------------------------- | ----------------- | ------------------------------------------------------------------------------------ | ----------------------------------------------------------- | ------------------------------------------------------ | ---------------------------------------------------- |
| Zámek Kamenná Lhota (Q33249550) | \| \| \| \| \| \| | 33937/3-4745 Pam. katalog MIS                                                        | Kamenná Lhota                                               | Kamenná Lhota 1 49°30′23,17″ s. š., 14°35′19,37″ v. d. | Zámek · Zapsáno do státního seznamu před rokem 1988. |
|                                 |                   | Hledat fotografie a kategorie ve Wikimedia Commons podle rejstříkového čísla památky | Nahrát snímek k tomuto tématu do úložiště Wikimedia Commons |                                                        |                                                      |

## Nový Kostelec
| Památka                                 | Fotografie                                                                                  | Rejstříkové číslo v ÚSKP                                                             | Sídelní útvar                                               | Poloha                                 | Popis a poznámky                                                        |
| --------------------------------------- | ------------------------------------------------------------------------------------------- | ------------------------------------------------------------------------------------ | ----------------------------------------------------------- | -------------------------------------- | ----------------------------------------------------------------------- |
| Kostel Narození Panny Marie (Q38037783) | \| \| \| \| \| \|                                                                           | 14209/3-5009 Pam. katalog MIS                                                        | Nový Kostelec                                               | 49°28′55,18″ s. š., 14°36′10,06″ v. d. | Kostel Narození P. Marie · Zapsáno do státního seznamu před rokem 1988. |
|                                         | Kategorie „Church of the Nativity of the Virgin Mary (Nový Kostelec) “ na Wikimedia Commons | Hledat fotografie a kategorie ve Wikimedia Commons podle rejstříkového čísla památky | Nahrát snímek k tomuto tématu do úložiště Wikimedia Commons |                                        |                                                                         |

## Pikov
| Památka          | Fotografie        | Rejstříkové číslo v ÚSKP                                                             | Sídelní útvar                                               | Poloha                                           | Popis a poznámky                                    |
| ---------------- | ----------------- | ------------------------------------------------------------------------------------ | ----------------------------------------------------------- | ------------------------------------------------ | --------------------------------------------------- |
| Kříž (Q38047840) | \| \| \| \| \| \| | 34467/3-4746 Pam. katalog MIS                                                        | Pikov                                                       | směr Vesce 49°29′24,27″ s. š., 14°35′36,9″ v. d. | Kříž · Zapsáno do státního seznamu před rokem 1988. |
|                  |                   | Hledat fotografie a kategorie ve Wikimedia Commons podle rejstříkového čísla památky | Nahrát snímek k tomuto tématu do úložiště Wikimedia Commons |                                                  |                                                     |